# 롭 브라이던
롭 브라이던(영어: Rob Brydon, MBE, 1965년 5월 3일 ~ )은 영국 웨일스의 배우이자 작가, 사회자이다.

## 생애

### 어린 시절
브라이든은 1965년 5월 3일 글래머건주 바글란에서 태어났다. 그의 어머니 조이 존스(본명 브라이든)는 학교 교사였고, 아버지 하워드 존스는 자동차 딜러였다. 그는 바글란에서 동생 피터(1973년생)와 함께 자랐다.

### 학창 시절
브라이든은 두 개의 사립 학교에서 교육을 받았습니다: 포트카울에 있는 세인트 존스 학교와 스완지에 있는 덤바튼 하우스 학교는 에디 이자드가 다녔던 학교로, 14세까지 다녔습니다. 그 후 포트카울 종합학교에서 루스 존스(나중에 개빈 앤 스테이시에서 함께 일했던)를 만나 학교의 청소년 연극 그룹의 일원이 되었습니다. 덤바튼에 있는 동안 그는 동료 학생 캐서린 제타 존스의 점심값을 훔친 적이 있습니다(그는 '내가 거짓말을 할까?' 시리즈 4 에피소드에 참여하면서 이를 인정했습니다).
브라이든은 어린 시절 코미디에서 배리 험프리스, 프랭키 하우어드, 우디 앨런이 주된 영향을 미쳤다고 말했는데 그는 또한 피터 쿡, 더들리 무어, 피터 셀러스의 스케치 전체를 외우곤 했다고 말했다.

### 결혼 이후
브라이든은 1992년부터 2000년까지 마르티나 피치와 결혼하였지만 그들에게는 두 딸과 아들이 있었다.
2006년 10월 6일, 브라이든은 버크셔주 윈저에 있는 세인트 존 침례교회에서 사우스 뱅크 쇼의 프로듀서였던 클레어 홀랜드와 결혼했다. 그들은 런던 리치몬드 어폰 템즈 자치구의 스트로베리 힐에 살고 있었는데 그들에게는 두 아들이 있었다.

### 스포츠 및 국민투표
스완지 시티 축구 팬인 브라이든은 1912년 클럽 창립의 홍보대사로 활동하고 있었지만 그는 또한 할리퀸스 럭비 유니온 클럽의 후원자이기도 하였다. 2013년 5월, 그는 크레이그 벨라미와 함께 뉴포트의 셀틱 매너 리조트에서 열린 셀러브리티 골프 토너먼트에 웨일즈 대표로 출전하였다.
2014년 8월, 브라이든은 2014년 스코틀랜드 독립 국민투표를 앞두고 가디언에 스코틀랜드 독립 반대 서한에 서명한 200명의 공인 중 한 명이었다.

## 출연 작품
- 24시간 파티하는 사람들
- 개빈 & 스테이시
- 더 트립
- 트립 투 이탈리아 - 롭 브라인든 역
- 신데렐라
- 헌츠맨 - 그리프 역
- 더 트립 투 스페인
- 얼리 맨 - 브라이언 역 (목소리)
- 홈즈 앤 왓슨
- 블라인디드 바이 더 라이트 - 맷의 아빠 역

## 서훈
- 2013년 대영 제국 훈장 5등급(MBE) 수훈[1]